# 勒內·拉塞爾 (廚師)
勒內·拉塞爾（法語：René Lasserre，法語發音：[ʁəne lasɛʁ]；1912年11月12日—2006年3月15日），出生在法國新阿基坦大区大西洋比利牛斯省的巴约讷，是一名法式料理的廚師。

## 生平
勒內·拉塞爾出生於巴约讷，出生時家裡就經營小型咖啡餐廳，九個月大的時候，父親意外逝世。勒內·拉塞爾十二歲的時候前往巴黎學藝，先後在幾個名店擔任助理：Pavillon d'Armenonville酒店、麗都夜總會、德魯昂、普魯尼爾。1942年開始創業，收購了1937年為了世界博覽會建造酒窖和餐廳，入手之後改名為拉塞爾經營十年之後將其大改造，成為名人川流不息的餐廳，例如有：薩爾瓦多·達利、罗伯特·德尼罗、安德烈·馬爾羅、奧黛麗·赫本、費南代爾、奧森·威爾斯等人，都是座上賓客。
1949年僅三十六歲的勒內·拉塞爾，獲得米其林指南一星評鑑、1951年獲得二星評鑑、時隔十一年的1962年才獲得三星評鑑，勒內·拉塞爾一直經營到2001年才退休離開廚房，將拉塞爾餐廳交給他的副手熱拉爾·路易斯-坎法亞（法語：Gérard Louis-Canfailla）繼續經營，2006年勒內·拉塞爾在塞納河畔莫爾桑的家中逝世，享年93歲。

## 受獎
- 米其林指南
- 戈和米約

## 相關連結
- 拉塞爾餐廳官方網站 （页面存档备份，存于）